# Фюрея Кораль
Фюрея Корал (тур. Füreya Koral; 2 червня 1910, Буйюкада, Стамбул, Османська імперія — 25 серпня 1997, Стамбул, Туреччина) — турецька художниця-керамістка, яка народилася у видатній мистецькій родині Туреччини.
Знана завдяки настінним панно, працювала з різноманітними засобами, як-от плитка та статуетки, а також створювала інкрустовані керамікою меблі. Захопилася керамікою під час лікування туберкульозу в санаторії у Швейцарії. Її роботи здебільшого ігнорувалися протягом її життя, хоча вона створила дерев'яні та керамічні меблі для нової будівлі Національної асамблеї в Анкарі. Прагнучи розсунути межі кераміки, надихалася мистецтвом стародавніх цивілізацій Туреччини, Мексики та Східної Азії, особливо Японії, і її роботи часто поєднують елементи як західних, так і східних художніх традицій.

## Ранні роки
Народилася в Буйюкаді, Стамбул в сім'ї видатного військового і державного діяча Османської імперії, а потім сподвижника Ататюрка, Дідема Паши та Гаккіє Ганім. Її дідом був Мехмед Шакір Паша, османський державний діяч й історик. Як і її тітки Фахроніса Зейд, Аліє Бергер і Айше Ердем, а також дядько Джеват Шакір Кабаагачлі захоплювалася музикою, живописом і літературою.
Навчалася в ліцеї Богоматері в Сіоні у Стамбулі та 1928 року здобула диплом приватної єврейської середньої школи. 1929 року вступила на філософський факультет Стамбульського університету. Через хворобу батька та залишення ним служби фінансове становище сім'ї значно погіршало, це змусило її кинути університет.
1930 року переїхала до Бурси після одруження з власником ферми Селагаттіном Караджабеєм. Пара розлучилася 1932 року, а 1935 року вона вдруге вийшла заміж за Кіліча Алі, близького друга Мустафи Кемаля Ататюрка. Після смерті Ататюрка подружжя повернулося до Стамбула.
1945 року допомогла своїй тітці, художниці Фахронісі Зейд, відкрити її першу персональну виставку в її будинку, і невдовзі у Фюреї виявили туберкульоз. Лікувалася в санаторії у Швейцарії, де брала уроки малювання у польського художника.

## Художня кар'єра

### 1947—1954 роки
У Швейцарії почала експериментувати з керамікою, використовуючи матеріали, надіслані їй тітками Фахронісою Зейд й Аліє Бергер. 1949 року відвідувала керамічну майстерню в Лозанні. 1950 року переїхала до Парижа, щоб поновити лікування від туберкульозу, і там зустріла художника-кераміста Жоржа Серре (1889—1956) і, за його порадою, почала працювати над технікою випалювання в майстерні за межами Парижа. Також познайомилася з мистецтвознавцями Жаком Лассеєм і Шарлем Естьєном, які порадили їй організувати виставку.
Її перша персональна виставка відкрилася в Galerie MAI у Парижі, після чого відбулася персональна виставка в Туреччині в Maya Gallery, заснованій Адалет Кімкоз. На цій виставці було представлено настінну кераміку, натхненну традицією çini (кахлі), та інші вироби з фольклорними темами.
1953 року повернулася до Стамбула і заснувала одну з перших приватних керамічних студій у Туреччині в житловому будинку, де жила з чоловіком.

### 1954—1980 роки
1954 року розлучилася з Кілічем Алі. 1950-х роках її студія стала місцем зустрічі молодих художників-керамістів, зокрема Айди Арель, Алева Ебюззії Сісб'є та Лейли Саяр (Аккоюнлу), а також Бінгюла Башарира, Кандегера Фуртуна, Бінай Кая та Мегмета Тюзума Кізилкана. Було місцем збору діячів зі світу мистецтва та культури того періоду, зокрема таких видатних письменників, як-от Меліх Джевдет Андай, Азра Ергат, Сабахаттін Еюбоґлу, Ведат Гюньол, Яшар Кемаль, Джеват Шакір Кабаагачлі (її дядько) й Ахмед Хамді Тапинар.
1957 року отримала грант Рокфеллера на навчання в США, а потім поїхала до Мексики, де досліджувала культури ацтеків і мая. Зустріч із широко поширеною традицією настінного розпису в Мексиці зміцнила її переконання, що мистецтво не повинно залишатися в пастці музеїв, і проклала шлях для великих панно, які вона створювала для громадських місць.
Після повернення до Стамбула 1958 року розробила керамічні чашки для кави для павільйону Туреччини на всесвітній виставці 1958 року у Брюсселі. Співпрацювала з архітекторами. Створила великомасштабні панелі для готелю «Мармара» на території лісової ферми Ататюрка в Анкарі (1959), медичного факультету Університету Гаджеттепе (1965), Ziraat Bankası, Başak Insurance та Стамбульського ринку торговців текстилем (1966), ринку Анафарталар (1967), готелю «Диван» (1968).

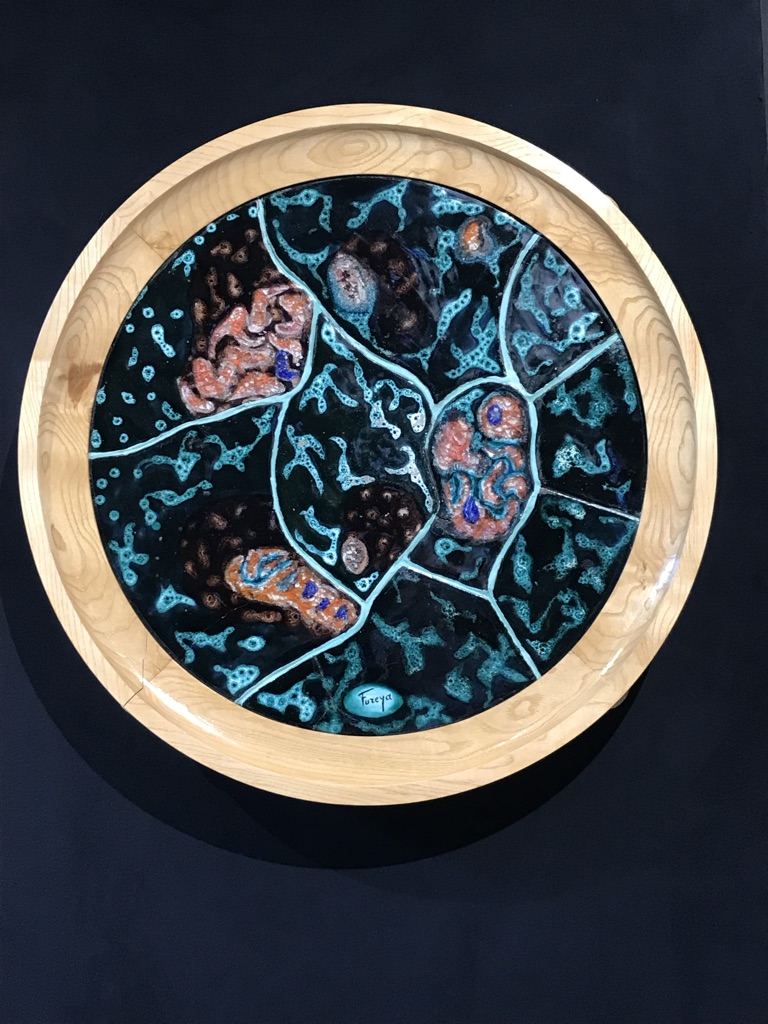

У 1960—1961 роках працювала над серією інкрустованих керамікою журнальних столиків і табуретів для меблювання нової будівлі Національної асамблеї в Анкарі.
У 1970-х роках зосередилася на дизайні предметів, використовуючи техніку кераміки, і 1973 року створила ексклюзивну серію для Стамбульської порцелянової фабрики в Тузлі. Того ж року її роботи виставлялися в Центрі будівельної індустрії.

### 1980—1997 роки
Очолила Асоціацію керамістів, заснованої 1980 року. Однак після державного перевороту 1980 року її закрили через воєнний стан. Створила серію «Будинки» — одну з її найвідоміших робіт, основану на простих будинках, які вона бачила з житлового будинку Аріфа Паші у 1980—1985 роках. 1985 року серія була представлена в художній галереї «Maçka» в Стамбулі, ці роботи пізніше були нагороджені Премією образотворчого мистецтва Седата Сімаві. 1990 року виставила теракотові статуетки «Ходячі люди» разом з роботами сорока художників, які приєдналися до виставки «З повагою до Фюреї Кораль» з нагоди її 40-річчя творчості, організованої художньою галереєю «Maçka».
Померла в Стамбулі 25 серпня 1997 року.

## Виставки
«…Для мене керамічне мистецтво, перш за все, — це інструмент або книга або музика. Інструмент, щоб висловити світ, щоб оживити власний світ, інструмент, який робить можливим життя й обмін. Я маю на увазі кераміка — це не просто декоративні вироби чи предмети споживання».

- Фюрея Кораль, 15 лютого 1993.
Брала участь у виставках численних галерей та установ, зокрема Salon d'Octobre, Париж; Музей сучасного мистецтва, Мехіко; Музей Напрстково, Прага, Смітсонівський інститут, Вашингтон.
Відкрита восени 2017 року посмертна ретроспектива містила понад 200 робіт, представлених поряд з архівними матеріалами, як-от листи та фотографії. Виставка, організована Каролі Аліотті, Нілюфер Шашмазер і Фарах Аксой, мала на меті представити комплексне дослідження її творчості, яка, можливо, була затьмарена її статтю та важливою роллю її сім'ї в пізній османській та ранній турецькій історії.
У червні 2022 року частина журнальних столиків і табуретів з Великої національної асамблеї Туреччини були показані в новому круїзному терміналі Galataport у Каракеї в рамках фестивалю «Beyoğlu Cultural Road» разом з сімейними фотографіями, пам'ятними речами та копіями фотографій художниці, зроблених Арою Ґюлером.

## Культура
Роман «Фюрея» 2005 року Айше Кулін розповідає історію кераміка у вигаданій формі.